# Bethlehem (Pennsylvania)
Bethlehem ist eine City im Osten Pennsylvanias, Vereinigte Staaten. Sie liegt in den Countys Northampton und Lehigh. Bethlehem grenzt an die benachbarten Städte Allentown und Easton und ist Teil der Lehigh Valley Community. Im Norden liegen die Poconos, Ausläufer der Appalachen-Gebirge. Durch Bethlehem fließt der Lehigh River. Die Stadt hatte laut der Volkszählung 2020 75.781 Einwohner.

## Geschichte
1740 lud der englische puritanische Prediger George Whitefield die Herrnhuter, die in Georgia evangelische Missionare waren, ein, ihn nach Pennsylvania zu begleiten. Er wollte in Nazareth eine Schule für Waisen von Sklaven errichten. Sie kamen am 30. Mai dort an, doch bald hatten sie theologische Differenzen, so dass sie einen anderen Ort zur Niederlassung suchen wollten. Am 2. April 1741 übertrug William Allen 500 Acres fruchtbares Land (entspricht gut 200 Hektaren) an die Herrnhuter Brüdergemeine in Monocacy Creek am Lehigh River. Bethlehem wurde am Heiligen Abend des Jahres 1741 vom Leiter der Herrnhuter Nikolaus Ludwig von Zinzendorf so benannt. Der Ort wurde als Hauptort dieser evangelischen Gemeinschaft in Nordamerika gegründet. Der Brüderbischof David Nitschmann gilt als Ortsgründer, sein gleichnamiger Onkel hatte ebenfalls eine bedeutende Rolle beim Aufbau der Siedlung, denn er fällte am 21. Dezember 1740 den ersten Baum für ein Haus. Als erstes Haus wurde im Januar 1741 das Gemeinhaus, eine Hütte von sechs auf zwölf Meter errichtet, wo die ersten dreizehn Siedler lebten. Nebst den beiden Nitschmann waren dies namentlich Christian Froehlich, Hannah Hummel, Johann Martin Mack, Georg Neisser, Anthony Seiffert, Matthew Seybold, Benjamin Sommers, Anna und David Zeisberger mit ihrem Sohn David. Es folgten in den Jahren 1744 und 1748 die Häuser der ledigen Brüder, 1746 bis 1749 der Glockenturm, 1751 die Kapelle, 1752 und 1772 die Häuser der ledigen Schwestern, 1768 das Haus der Witwen und 1803 bis 1806 die Central Moravian Church (deutsch: zentrale Kirche der Brüdergemeine).
Bald nach der Gründung folgte ein kontinuierlicher Zustrom von Herrnhuter Einwanderern (1742: 56 Personen; 1743: 117 Personen), so dass die gut organisierte Siedlung im Jahr 1761 bereits über 50 Gebäude umfasste, gegen 50 Handwerksbetriebe aufwies und von Bethlehem bis Nazareth über 800 Hektaren Land besaß. Bis 1762 führten die Einwohner Bethlehems einen gemeinsamen Haushalt, um die Boten bzw. Missionare unter den deutschen Einwanderern und Indianern zu unterstützen. Europäer, Afrikaner und Indianer lebten meist friedlich zusammen, jedoch aufgeteilt in sogenannten Chören, das waren Abteilungen von Männern, Frauen und Kindern, in denen sie gemeinsam Gott anbeteten, arbeiteten und zur Schule gingen. 1762 wurden diese Strukturen zugunsten eines familiären Systems aufgegeben. Die Brüdergemeine behielt jedoch das Land im Besitz, aber es konnte von den Familien zu Wohn-, Arbeits- und Geschäftszwecken genutzt werden. Der Ort war bis 1848 eine geschlossene Siedlung der Herrnhuter und wurde von der Kirchenleitung verwaltet. Es durften nur Mitglieder der Herrnhuter Brüdergemeine dort wohnen.
Nach dem Amerikanischen Bürgerkrieg (1861–1865) wurde im benachbarten Ort South Bethlehem die Stahlindustrie aufgebaut, sie gelangte unter dem Namen Bethlehem Steel zu weltweitem Ruf.
Im April 2017 wurde der Siedlungskern der Herrnhuter Brüdergemeine, Moravian Bethlehem district, durch das Innenministerium der Vereinigten Staaten als Vorschlag zur Aufnahme in das UNESCO-Welterbe auf die Tentativliste gesetzt und im Juli 2024 in die Welterbeliste aufgenommen.

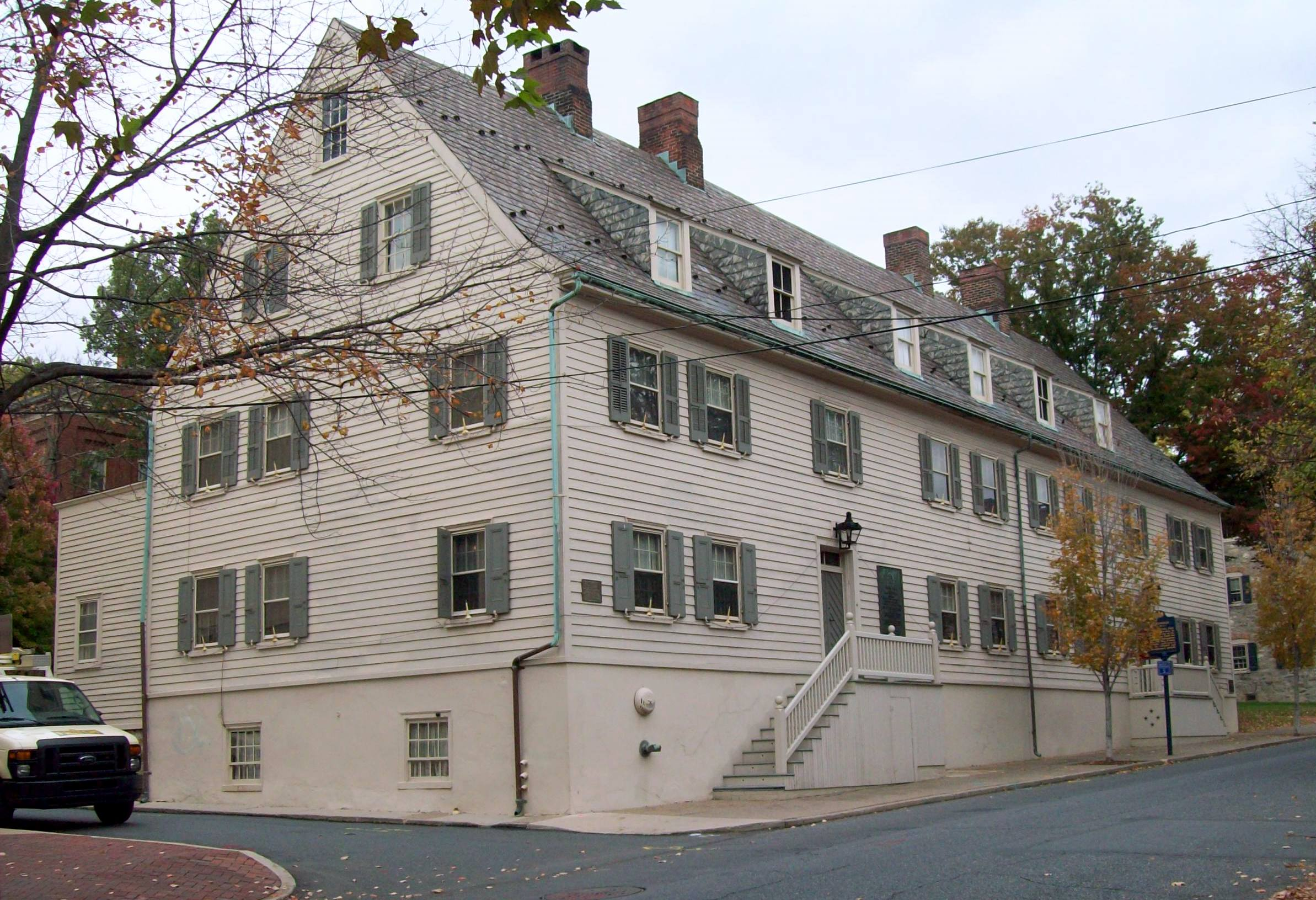
Das Gemeinhaus-Lewis David de Schweinitz Residence ist seit Mai 1975 als National Historic Landmark anerkannt.

23 Bauwerke und Stätten im Stadtgebiet sind im National Register of Historic Places (NRHP) eingetragen (Stand 30. September 2020), wobei der Historic Moravian Bethlehem Historic District, die Bethlehem Waterworks und das Gemeinhaus-Lewis David de Schweinitz Residence den Status von National Historic Landmarks haben.

## Bildung
Bereits 1742 entstand ein Vorläufer des Moravian College durch die Gründerin Benigna von Zinzendorf. Es ist das sechstälteste College der USA. Außerdem ist Bethlehem Sitz der Lehigh University, die 1865 vom Eisenbahnunternehmer Asa Packer gegründet wurde. 2024 waren 7590 Studierende eingeschrieben (2020: 7067), davon 1779 (2020: 1864) für ein weiterführendes Studium.

## Partnerstädte
Partnerstädte Bethlehems sind
- Foiano di Val Fortore, Italien
- Korfu, Griechenland, seit 2013
- Murska Sobota, Slowenien, seit 1996
- Schwäbisch Gmünd, Baden-Württemberg, seit 1991
- Tondabayashi, Japan, seit 1972

## Persönlichkeiten

### In Bethlehem geboren
- Lewis David von Schweinitz (1780–1834), Botaniker, Mykologe und Geistlicher der Herrnhuter Brüdergemeine
- Edmund Alexander de Schweinitz (1825–1887), evangelischer Theologe und Bischof der Herrnhuter Brüdergemeine
- H. D. (1886–1961), Schriftstellerin
- Stephen Vincent Benét (1898–1943), Schriftsteller
- Chuck Bednarik (1925–2015), American-Football-Spieler
- Fred B. Rooney (1925–2019), Politiker
- Otto Helmut Kegel (1934–2025), deutscher Mathematiker und Hochschullehrer
- James Rumbaugh (* 1947), Informatiker
- Gelsey Kirkland (* 1952), Balletttänzerin
- Carol Guzy (* 1956), Pressefotografin
- Michael Andretti (* 1962), Rennstallbesitzer und Automobilrennfahrer
- John Andretti (1963–2020), Automobilrennfahrer
- Jeff Andretti (* 1964), Automobilrennfahrer
- Donald Johnson (* 1968), Tennisspieler
- Jonathan Taylor Thomas (* 1981), Schauspieler
- Lauren Tamayo (* 1983), Radrennfahrerin
- Gina Lewandowski (* 1985), Fußballspielerin
- Bailey Noble (* 1990), Schauspielerin
- Sage Karam (* 1995), Automobilrennfahrer
- Sabrina Carpenter (* 1999), Schauspielerin und Sängerin

### Mit Bethlehem verbunden
- David Nitschmann (1676–1758), Wagner, Missionar der Herrnhuter Brüdergemeine und Ortsgründer, lebte von 1741 bis 1758 in Bethlehem
- David Nitschmann (1695–1772), evangelischer Missionar, Bischof der Herrnhuter Brüdergemeine und Ortsgründer, lebte von 1761 bis 1772 in Bethlehem
- Peter Böhler (1712–1775), evangelischer Missionar und Bischof der Herrnhuter Brüdergemeine und Mitbegründer, lebte von 1742 bis 1747 in Bethlehem
- Johann Martin Mack (1715–1784), evangelischer Missionar und Bischof der Herrnhuter Brüdergemeine, lebte 1741 bis 1742 in Bethlehem
- Anna Nitschmann (1715–1760), evangelische Missionarin und Leiterin der Herrnhuter Brüdergemeine, lebte 1741 bis 1743 in Bethlehem
- David Zeisberger (1721–1808), evangelischer Missionar der Herrnhuter Brüdergemeine und Sprachforscher, lebte ab 1741 in Bethlehem
- John Heckewelder (1743–1823), evangelischer Missionar der Herrnhuter Brüdergemeine, Reiseschriftsteller und Ethnologe, lebte 1754 bis 1762 und 1810 bis 1823 in Bethlehem
- Johann Gustav Grunewald (1805–1878), deutsch-amerikanischer Maler, lebte von 1833 bis 1867 in Bethlehem
- Clayton P. Alderfer (1940–2015), Psychologe
- Jonathan Frakes (* 1952), Schauspieler